# Tronzano Vercellese
Tronzano Vercellese ist eine italienische Gemeinde in der Provinz Vercelli (VC), Region Piemont.

## Lage und Einwohner
Tronzano Vercellese liegt 20 km westlich der Provinzhauptstadt Vercelli. Die Nachbargemeinden sind Alice Castello, Bianzè, Borgo d’Ale, Crova, Ronsecco, San Germano Vercellese und Santhià.
Das Gemeindegebiet umfasst eine Fläche von 44 km² und hat 3288 Einwohner (Stand 31. Dezember 2023).